# Via Mulieris
Via Mulieris est une association fondée à Sion le 13 août 2014, dont l'objectif est de favoriser les recherches menées sur les femmes en Valais et de soutenir la diffusion de ces résultats par divers moyens de communication. L'association se veut non partisane.

## Origine
Constatant l'absence de mention des femmes dans les célébrations qui accompagnent la commémoration des « 200 ans de l'entrée du Valais dans la Confédération », les fondatrices de l’association décident de combler cette lacune et de montrer la contribution de la part féminine de la société à l'histoire du canton, où la lutte contre la pauvreté, la misère et la maladie ne connaît pas les frontières du genre. 
La séance inaugurale qui a lieu le  13 août 2014, réunit plus de 80 personnes à Grimisuat; Via Mulieris est accueillie par la présidente de la commune, Géraldine Marchand Balet. La première présidente de l'association souligne l'importance pour les femmes de se réapproprier leur histoire,,.

## Activités

### Manifestations et conférences
En 2015, pour les célébrations du bicentenaire de l'entrée du Valais dans la Confédération suisse en 1815, Via Mulieris met sur pied une exposition itinérante bilingue et gratuite sur certains aspects de la vie des femmes en Valais,,. Après un vernissage à la Haute école en Travail social de Sierre, l'exposition est présentée à Euseigne, à Martigny, à Sion, à Loèche, à Saint-Maurice et à Brigue. Cette année-là, du 22 juin au 7 août, en collaboration avec le quotidien « Le Nouvelliste », elle publie une quarantaine d’articles concernant la situation des femmes dans le canton. 
En 2017, elle collabore avec la Société d'histoire du Valais romand, la HES-SO de Sierre et la Société Patrimoine Hérémence à l'organisation d'un colloque scientifique consacré à l'histoire des femmes en Valais: Histoire des femmes en Valais du XVIIe siècle à nos jours. Statuts, rôles et pouvoirs (29 avril 2017), qui réunit plus de 230 personnes,,.
Elle participe à la Grève des Femmes du 14 juin 2019 et organise la même année avec l'association les sans pagEs deux jours consacrés à l'histoire des sorcières dans le canton du Valais, Sion étant l'une des premières villes d'Europe à avoir mis en œuvre la chasse aux sorcières par l'ouverture des Procès de sorcellerie du Valais.
En 2024, à l'occasion de son dixième anniversaire, elle organise une soirée conférences consacrée aux Valaisannes à travers la préhistoire. Claudine Cohen, paléontologue, historienne des sciences et professeure à l'Ecole pratique des Hautes études en Sciences sociales à Paris, est l'invitée de marque. Anaïs Deville, paléoanthropologue, Julie Debard, anthropologue spécialisée en paléopathologie, et Deborah Rosselet, doctorante au Laboratoire d'archéologie africaine et anthropologie, complètent la soirée.

### Publications et films
Elle participe en 2016 à la réalisation d'un film, Récits d'espoir, en lien avec le bien vieillir.[réf. nécessaire]. 
En 2018, elle collabore avec la Société d'histoire du Valais romand à l'élaboration de sa revue annuelle, les Annales valaisannes, consacrée à l'histoire des femmes en Valais,,. La publication est illustrée par plus de 200 photos qui donnent enfin « un visage aux femmes longtemps reléguées dans l'ombre des hommes ».
En 2020, elle commémore les 50 ans du suffrage féminin en Valais en produisant un film intitulé « Bilan d'une épopée: 50 ans du droit de vote des femmes en Valais »,,,,, réalisé par Cilette Cretton. Plusieurs projections de ce film ont lieu dans des salles de cinéma du Valais. Considéré comme un outil pédagogique d'importance par le Département de la formation, ce documentaire a été doublé d'un dossier pédagogique destiné aux élèves du canton du Valais.
Les historiennes de Via Mulieris sont une ressource importante pour les contributrices à l'encyclopédie en ligne Wikipedia.
En 2021, elle publie, en collaboration avec les Archives de l'État du Valais, une étude consacrée à Marie-Rose Zingg, la fondatrice de la Pouponnière valaisanne à Sion,. L'ouvrage est écrit par l'historienne Marie-France Vouilloz Burnier.
En 2024, elle collabore avec l'association Plan-Fixe pour réaliser le portrait de Cilette Cretton. Les historiennes Véronique Borgeat-Pignat, Aline Mabillard et Geneviève Lévine-Cuennet publient l'ouvrage "La traversée en solidaire. Les 40 ans du Centre Suisses-Immigrés", ouvrage réalisé en collaboration avec le Centre Suisses-Immigrés de Sion.  